# Félix Guyon

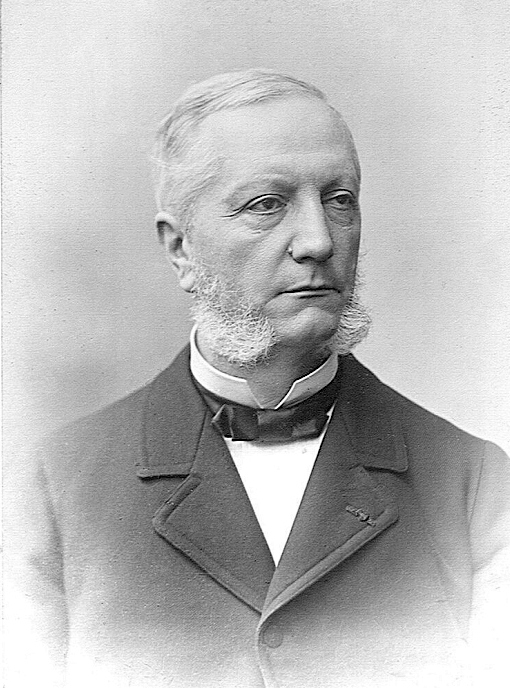
Jean Casimir Félix Guyon

Jean Casimir Félix Guyon (* 21. Juli 1831 in Saint-Denis (Réunion); † 2. August 1920 in Paris) war ein französischer Chirurg und Urologe.

## Leben
Félix Guyon studierte in Nantes und Paris, wo er 1858 promoviert wurde. 1863 war er als Agrégé tätig. 1877 wurde er Professor für Chirurgische Pathologie. Als Chirurg arbeitete er am Hôpital Necker. Er widmete sich unter anderem der Gynäkologie und der Venerologie. Nachdem er sich bereits um 1880 mit urologischen Fragestellungen auseinandergesetzt hatte, wurde er 1890 Professor für Klinik des Harnapparates. Er gilt damit als Wegbereiter der Urologie. Er war Inhaber des ersten Lehrstuhls für Urologie in Frankreich, Mitbegründer der Association internationale d'urologie und seit 1856 Mitglied der Académie des sciences. Guyon beschrieb den nach ihm benannten Canalis ulnaris. Das Loge-de-Guyon-Syndrom trägt seinen Namen.